# Annesijoa
- Commons
- Wikispecies

Annesijoa Pax & K.Hoffm. é um género botânico pertencente à família Euphorbiaceae.
Apresenta uma única espécie, existente na Nova Guiné.

## Espécies
- Annesijoa novoguineensis (Pax & K.Hoffm.)